# Antonio Busca

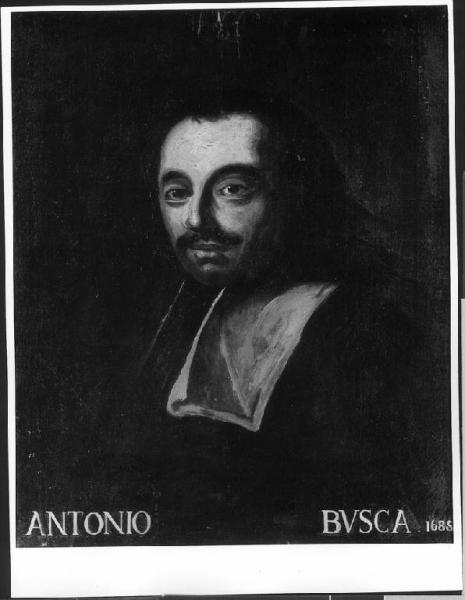

Antonio Busca (* 1625 in Mailand; † 1686 ebenda) war ein italienischer Maler des Barock und ein typischer Vertreter der lombardischen Malerei des späten 17. Jahrhunderts.

## Leben und Werk
Antonio Busca war ein Schüler des Carlo Francesco Nuvolone und des Ercole Procaccini, mit dem er in Mailand und Turin arbeitete. Unter Procaccini gestaltete Busca 1648/49 mit Johann Christoph Storer, Guglielmo Caccia und Luigi Pellegrini Scaramuccia die Ausschmückung des nördlichen Querhauses der Chiesa di San Marco in Mailand. In den Jahren 1651/52 war Antonio Busca in Rom, wo er mit Giovanni Ghisolfi (1623–1683) arbeitete.
In späteren Jahren realisierte Antonio Busca Fresken für Kapellen der Sacri Monti von Varese und Orta. Ein Gemälde von ihm befindest sich in der Pfarrkirche Santi Biagio und Macario in Magliaso.
Viele seiner Werke sind verloren gegangen. Immerhin haben sich in den Mailänder Bibliotheken und Museen (Biblioteca Ambrosiana, Gabinetto dei Disegni im Castello Sforzesco) zahlreiche Skizzen und Zeichnungen erhalten. Das größte überlieferte Ölmalereiensemble von Antonio Busca ist in der Ölbergkapelle in Altdorf UR zu bewundern.

## Bildergalerie

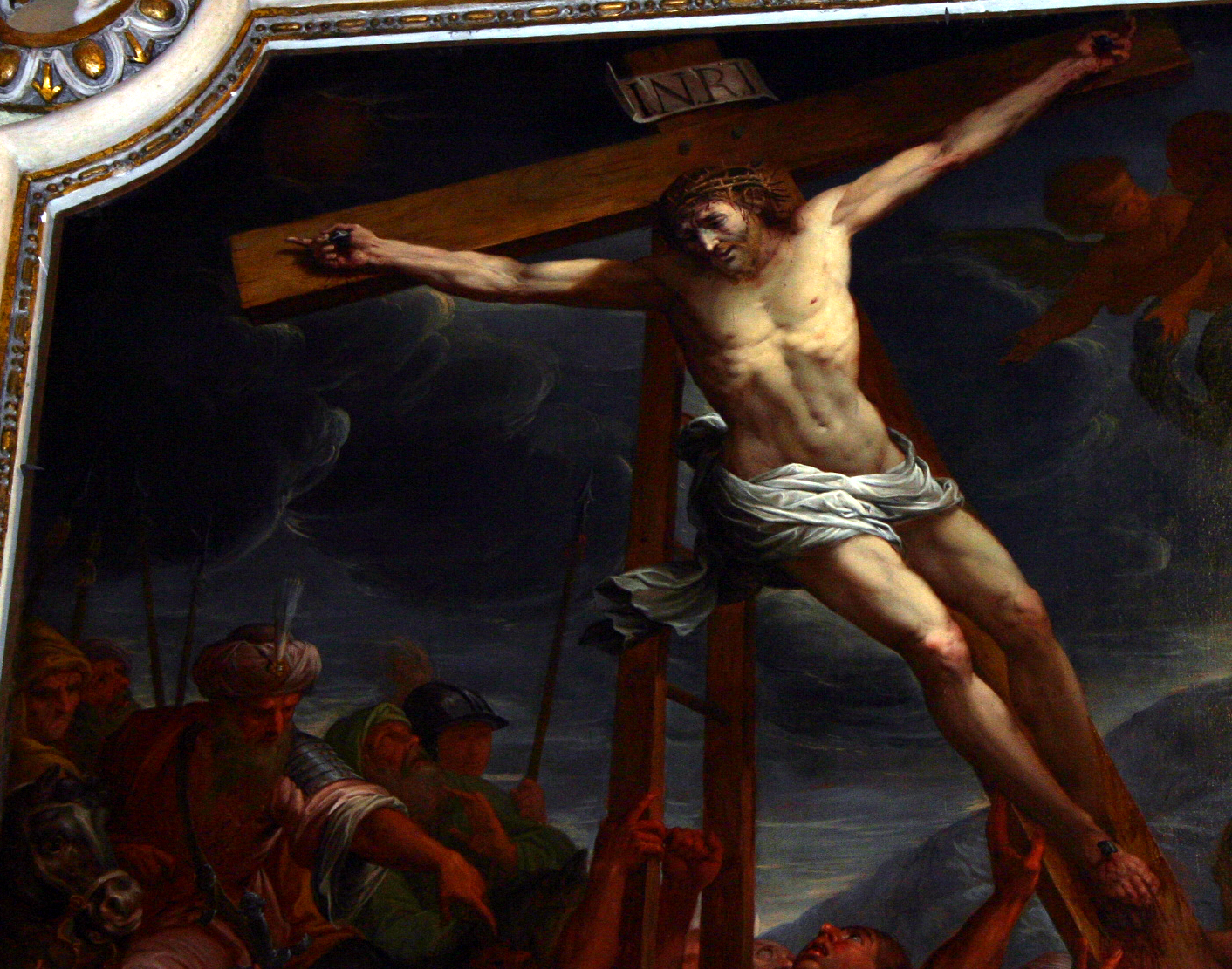
Kreuzigung (Detail), Fresko 1649, Kirche San Marco, Mailand
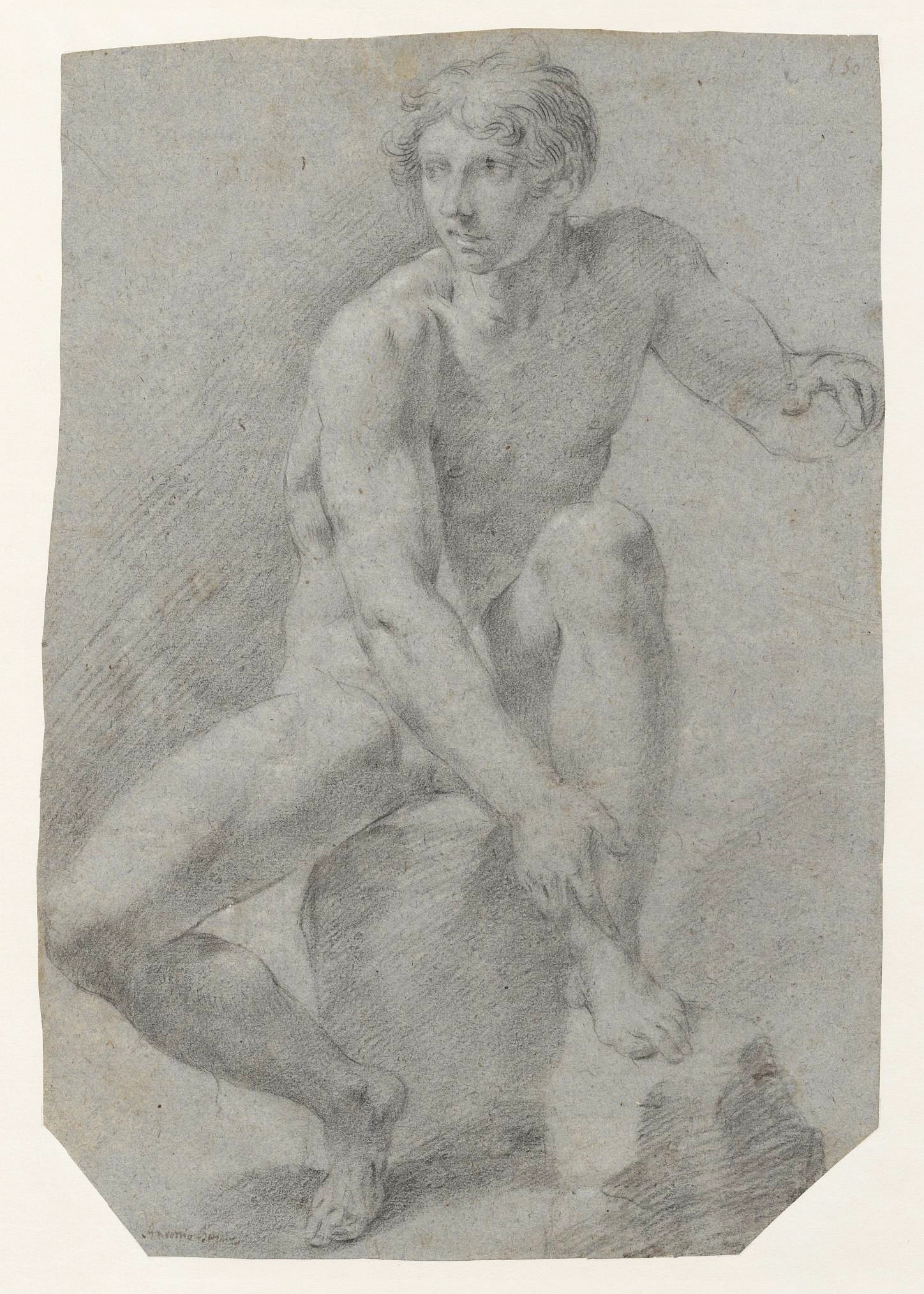
Sitzender männlicher Akt, Kohlezeichnung um 1660, Nationalmuseum Warschau
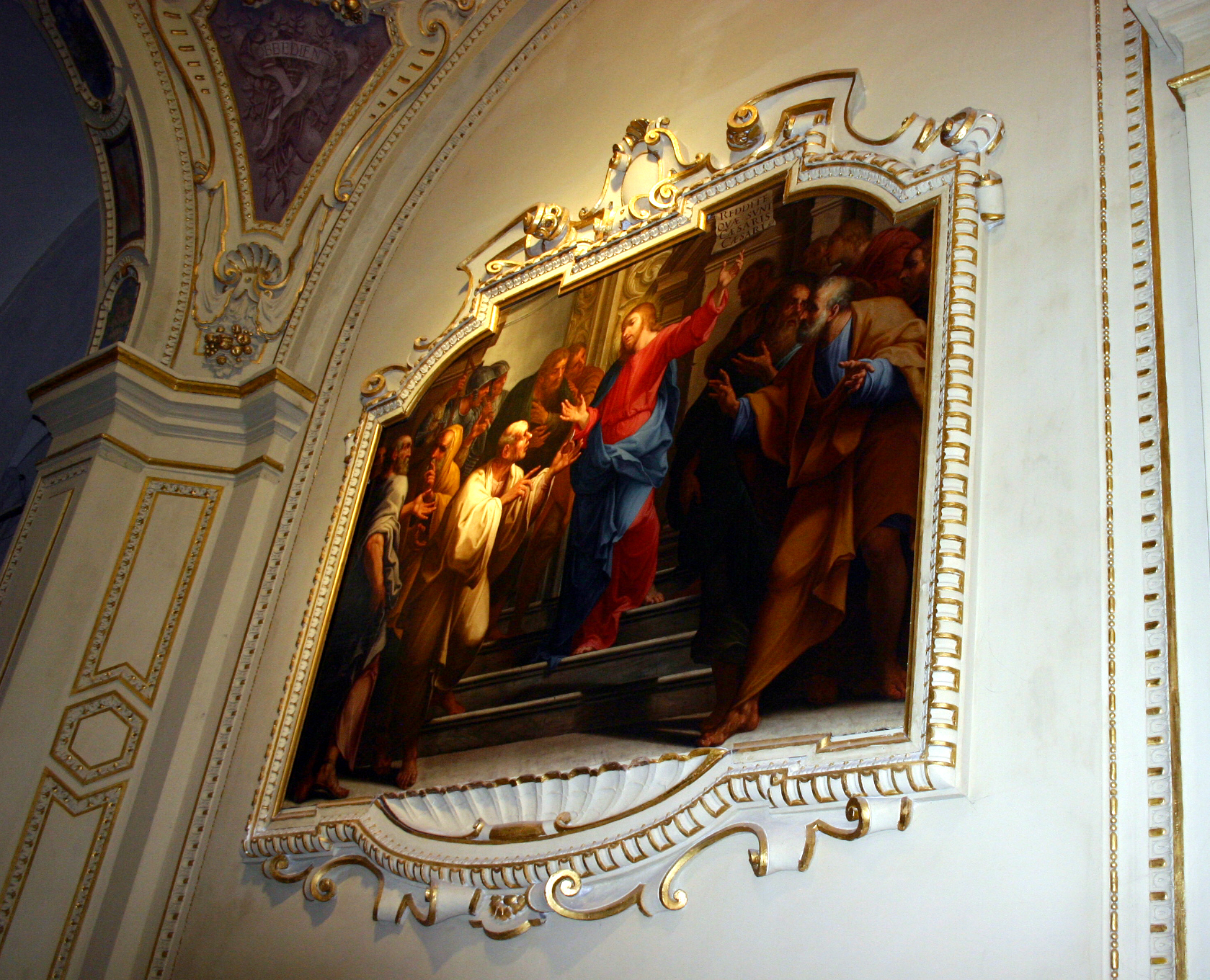
Dialog vom Zinsgroschen, Gemälde um 1670, Kirche San Marco, Mailand
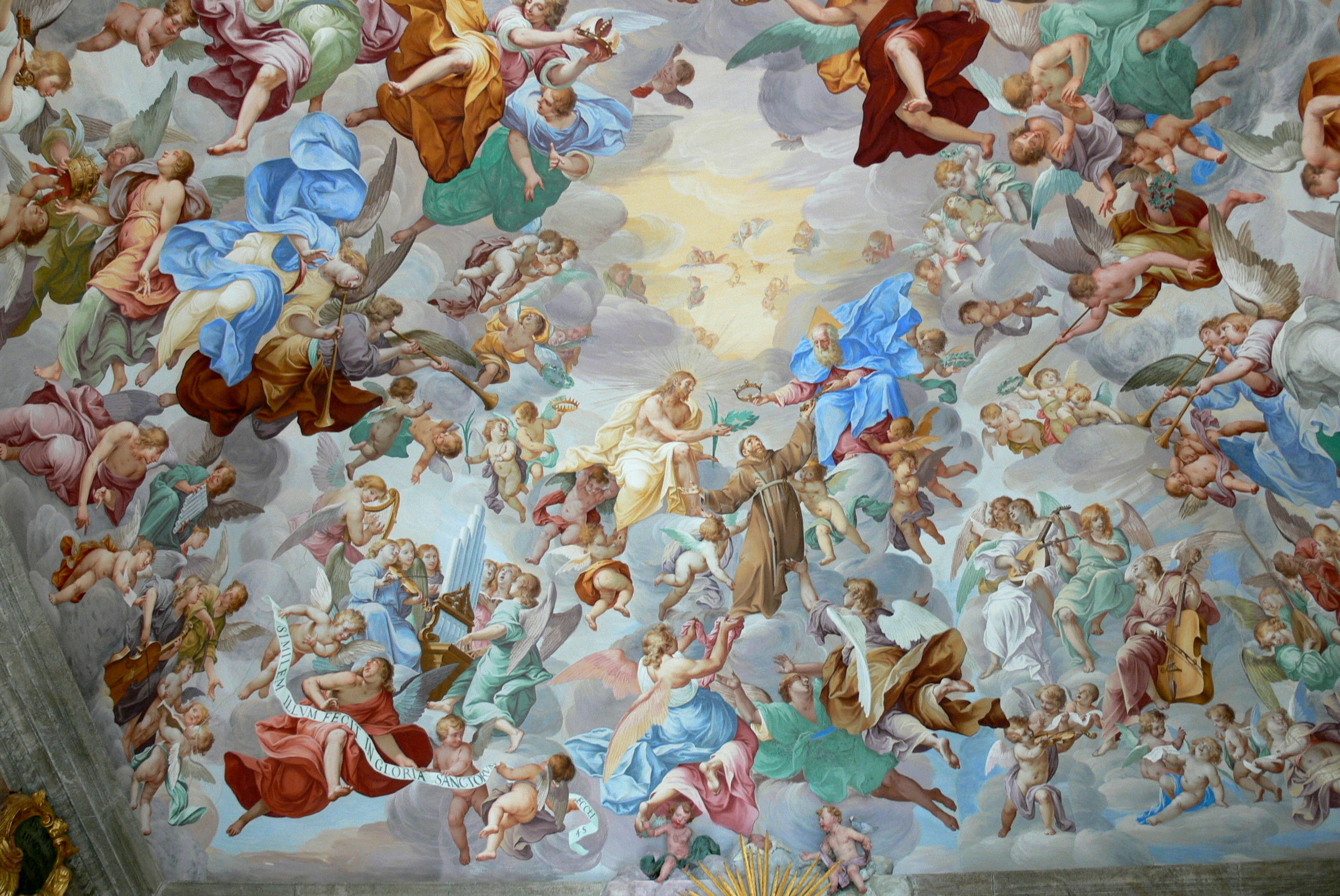
Kanonisation des heiligen Franziskus, Deckengemälde, 1670, Sacro Monte di Orta (Kapelle XX)
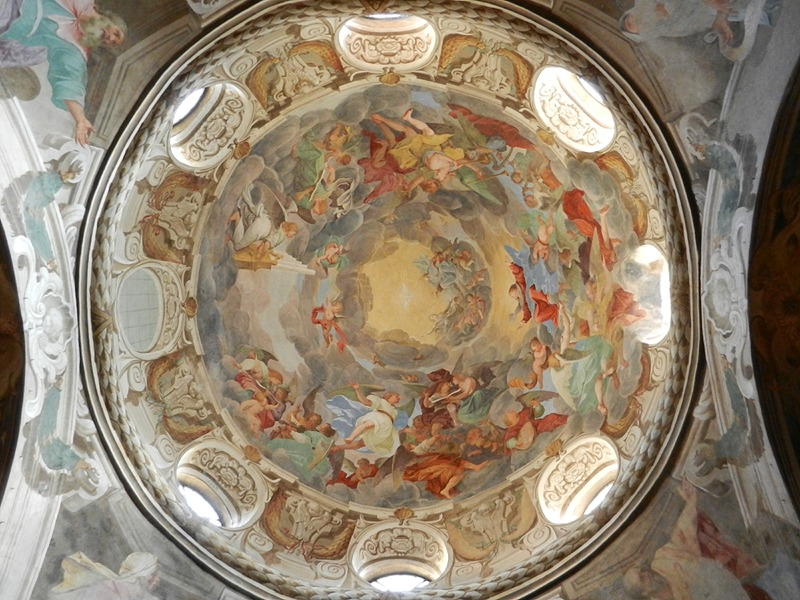
Maria Himmelfahrt, Fresko, 1666, Santuario della Madonnina in Prato, Varese